# Ralph Vaughan Williams

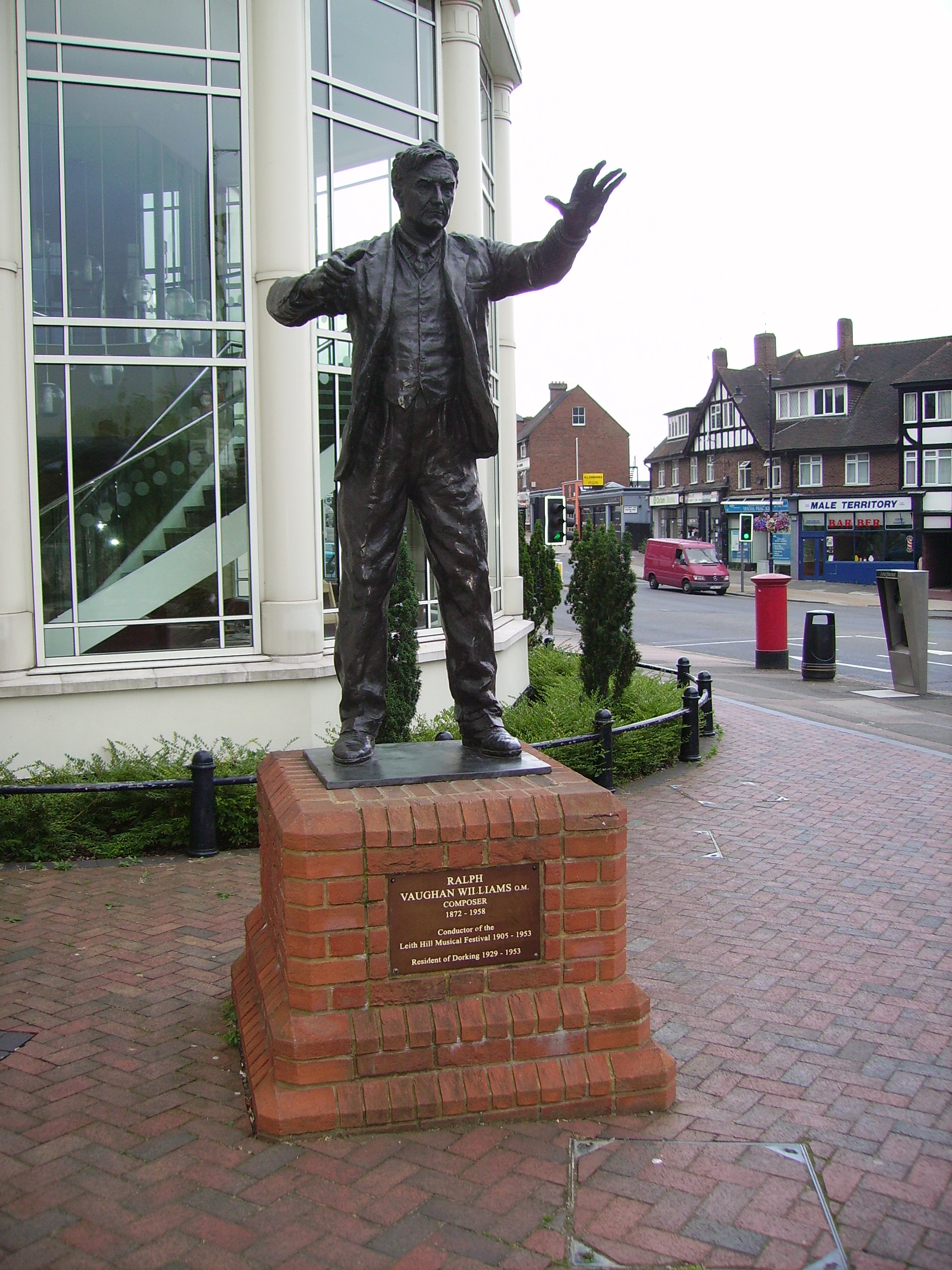
Ralph Vaughan Williams

Ralph Vaughan Williams (ur. 12 października 1872 w Down Ampney w hrabstwie Gloucestershire, zm. 26 sierpnia 1958 w Londynie) – angielski kompozytor i badacz muzyki ludowej, twórca dziewięciu symfonii oraz utworów orkiestrowych, chóralnych i muzyki filmowej.

## Studia
Pochodził z uprzywilejowanej wyższej klasy średniej, spokrewniony był z Darwinami. Uczył się gry na fortepianie, którego nie znosił, oraz na skrzypcach – muzycznym wybawieniu, jak o tym instrumencie sam napisał.
Studiował w Royal College of Music oraz w Trinity College na Uniwersytecie Cambridge. W czasie studiów zaprzyjaźnił się z takimi postaciami jak filozofowie Bertrand Russell czy G.E. Moore. Kompozycję studiował u Huberta Parry'ego. Zaprzyjaźnił się z Leopoldem Stokowskim, wraz z którym studiował grę na organach u sir Waltera Parratta. Stokowski w późniejszym czasie przyczynił się do rozpropagowania twórczości Williamsa w Stanach Zjednoczonych, wraz z New York Philharmonic wykonywał i nagrał jego VI i IX symfonie. Innym z jego przyjaciół poznanych w Royal College of Music był Gustav Holst, który również w wielkim stopniu przyczynił się do rozpowszechnienia jego muzyki. W latach 1897–1898 studiował też w Berlinie u Maxa Brucha i w Paryżu w 1909 u Maurice’a Ravela.

## Kariera kompozytorska
Kariera Vaughana Williamsa rozpoczęła się dosyć późno, bo dopiero w 30. roku życia, kiedy to po raz pierwszy opublikowana została jego pieśń „Linden Lea”. 
Kompozytor odegrał znaczną rolę w zachowaniu ludowych pieśni angielskich. W okresie, kiedy twórczość ludowa zagrożona była wyginięciem, ze względu na rozpowszechnienie literatury i druku muzycznego na obszarach robotniczych, podróżował po wsiach i odciętych od reszty świata zakątkach kraju, zbierając i notując ludowe pieśni i melodie. Wykorzystywał je, włączając po części do swoich utworów i traktując je jako temat wariacyjnych opracowań. W późniejszym czasie objął funkcję prezesa Stowarzyszenia Angielskiego Tańca i Pieśni Ludowej.
W 1909 roku skomponował muzykę do Cambrige Greek Play, rok później odniósł sukces, dyrygując prawykonaniem Fantazji na tematy Thomasa Tallisa (Fantasy on a Theme by Thomas Thallis) oraz I Symfonii, nazwanej Symfonią Morza. Przed wybuchem I wojny światowej wykonana została jeszcze jego II Symfonia Londyńska.
Chociaż mógł uniknąć służby wojskowej w czasie wojny, zaciągnął się do Korpusu Medycznego i został wcielony do Garnizonu Artylerii. Hałas dział, jakiego długotrwale doświadczał, odbił się później na jego zdrowiu – była to prawdopodobna przyczyna jego głuchoty w starszym wieku.

## I wojna światowa
Wydarzenia wojenne wpłynęły na jego twórczość. Przez pewien czas jego utwory charakteryzował nieco mistyczny styl, cechuje on nawiązującą do jego doświadczeń jako wolontariusza ambulatoryjnego III Symfonię „Pastoralną”. Innym dziełem pisanym w tym stylu jest Flos Campi na solową altówkę, orkiestrę i potraktowany kolorystycznie chór.
W 1924 roku rozpoczął się nowy okres w jego twórczości. Kluczowymi dziełami są Toccata marziale, Koncert fortepianowy, oratorium Sancta Civitas oraz balet Hiob (ang. Job: A Masque for Dancing) inspirowany ilustracjami Williama Blake'a do Księgi Hioba i nawiązujący do charakterystycznej dla angielskiej barokowej formy tanecznej – maski. Okres ten swoją kulminację osiąga w IV Symfonii f-moll, po raz pierwszy wykonanej w 1935 roku przez BBC Symphony Orchestra. 
W 1935 roku Williams został odznaczony brytyjskim Orderem Zasługi (Order of Merit). Był przyjacielem sławnej brytyjskiej pianistki Harriett Cohen, której zadedykował Hymn Tune Prelude i Koncert fortepianowy C-dur.

## Późne lata życia
VI Symfonia przyniosła mu ogromny sukces i prawie 100 wykonań w pierwszym roku po powstaniu.
Przed śmiercią w 1958 roku ukończył jeszcze 3 symfonie. Siódma, Sinfonia antartica, bazująca na jego scenariuszu z 1948 roku do filmu Scott of the Anctarctic, wskazuje na zainteresowanie harmonią i brzmieniem instrumentacji. VIII Symfonia nie miała większego rezonansu, natomiast ostatnia IX Symfonia e-moll została bardzo ciepło przyjęta podczas jej prawykonania na trzy miesiące przed śmiercią kompozytora.
Jego dorobek kompozytorski obejmuje szereg instrumentalnych i chóralnych dzieł, m.in. Koncert na tubę, Elegię Oxfordzką czy kantata Hodie o tematyce bożonarodzeniowej. Napisał również aranżację The Old One Hundredth Psalm Tune na uroczystość koronacji królowej Elżbiety II.
Mimo swojego zaangażowania w tworzenie muzyki kościelnej i religijnej tematyki wielu dzieł, przez swoją drugą żonę został określony jako „ateista, który w swoich późnych latach popadł w radosny agnostycyzm”. Został pochowany w Westminster Abbey.
Vaughan Williams jest centralną postacią brytyjskiej muzyki m.in. ze względu na swoją długotrwałą pracę w charakterze nauczyciela, wykładowcy i przyjaciela wielu młodych kompozytorów i dyrygentów. Jego teksty na temat muzyki nadal skłaniają do refleksji, szczególnie jeśli chodzi o skierowane do wszystkich nawoływania, aby tworzyć własną muzykę, jakkolwiek prostą, byleby tylko pozostała ona oryginalna i prawdziwa, wierna zamysłowi kompozytora.

## Styl twórczości
Muzyka Vaughana Williamsa wielokrotnie została określona jako typowo angielska, podobnie jak twórczość Gustava Holsta, Fredericka Deliusa, George’a Butterwortha czy sir Williama Waltona. Peter Acroyd w swojej książce Albion: The origins of english imagination pisze o nim: Jeśli taka angielskość w muzyce może być jakkolwiek wyrażona słowami, byłyby to prawdopodobnie słowa takie jak: pozornie znajomy i pospolity, jednakże głęboki i mistyczny, liryczny, melodyczny, melancholijny i nostalgiczny – pozaczasowy. Acroyd cytuje też krytyka muzycznego, Johna Alexandra Fuller Maitlanda, który w stylu Williamsa zauważa pewną właściwość, że słuchacz nigdy nie jest pewien, czy słucha czegoś bardzo nowego, czy może bardzo starego. Jego styl zdradza głęboką fascynację melodyką ludową, na której oparte wariacje są w stanie przenieść słuchacza z przyziemnego spojrzenia na świat w warstwę metafizyczną. Wczesne dzieła noszą ślady wpływu studiów u Ravela w Paryżu. Ravel natomiast napisał o Williamsie: to jedyny z moich uczniów, który nie pisze mojej muzyki.

## Najważniejsze utwory

### Symfonie
- Symfonia Morska (A Sea Symphony) – I Symfonia (1903–1909)
- Symfonia Londyńska (London Symphony) – II Symfonia (1912–1913)
- Symfonia Pastoralna (Pastoral Symphony) – III Symfonia (1921)
- IV Symfonia (1931–1934)
- V Symfonia (1938–1943)
- VI Symfonia e-moll (1944–1947)
- Sinfonia antartica – VII Symfonia (1949–1952)
- VIII Symfonia d-moll (1953–1955)
- IX Symfonia e-moll (1956–1957)

### Inne utwory orkiestrowe
- In the Fen Country (1904)
- Fantazja na temat Thomasa Tallisa (Fantasia on a Theme by Thomas Tallis) (1910) na orkiestrę smyczkową
- Fantazja na temat „Greensleeves” (1934)
- The Lark Ascending (1914) – romans na skrzypce i orkiestrę
- Five Variants of Dives and Lazarus (1939) – utwór na orkiestrę smyczkową i harfę[2]

### Opery
- The Pilgrim's Progress (Wędrówka pielgrzyma) według alegorii Johna Bunyana

### Inne utwory wokalne
- Serenade to Music (1938) na 16 głosów solowych i orkiestrę, do tekstów z Kupca weneckiego Szekspira